# Segon districte electoral de Barcelona
El segon districte de Barcelona o districte de Barcelona II fou una circumscripció electoral del Congrés dels Diputats utilitzada en les eleccions generals espanyoles entre 1871 i 1876. Es tractava d'un districte uninominal, ja que només era representat per un sol diputat.
L'any 1878 es va aprovar una nova llei electoral que va fusionar els cinc districtes de Barcelona en un districte plurinominal de 5 escons.

## Àmbit geogràfic
El districte comprenia la Barceloneta i una part del barri de Santa Caterina.

## Diputats electes
| Elecció | Elecció        | Diputat                          | Partit/Ideologia                    |
| ------- | -------------- | -------------------------------- | ----------------------------------- |
|         | 1871           | Estanislau Figueras i de Moragas | Partit Republicà Democràtic Federal |
|         | 1872 (parcial) | Pacià Masadas i Teixidó          | Partit Republicà Democràtic Federal |
|         | Agost 1872     | Estanislau Figueras i de Moragas | Partit Republicà Democràtic Federal |
|         | 1876           | Pere Bosch i Labrús              | Conservador                         |
|         | 1876 (parcial) | Joan Jover i Serra               | Conservador                         |

## Resultats electorals

### Dècada de 1870
| Elecció parcial del 28/04/1876 |                   |                    |       |
| Partit/Ideologia               | Partit/Ideologia  | Candidat           | Vots  |
|                                | Conservador       | Joan Jover i Serra | 2.954 |
| Cens/participació              | Cens/participació | Cens/participació  | 9.249 |

| Eleccions generals del 20/01/1876 |                   |                     |       |      |
| Partit/Ideologia                  | Partit/Ideologia  | Candidat            | Vots  | %    |
|                                   | Conservador       | Pere Bosch i Labrús | 882   | 56,6 |
|                                   | Altres            | Altres              | 676   | 43,4 |
| Total                             | Total             | Total               | 1.558 | 100  |
| Cens/participació                 | Cens/participació | Cens/participació   | 6.727 | 23,2 |

| Eleccions generals del 10/05/1873 |                                     |                                  |       |      |
| Partit/Ideologia                  | Partit/Ideologia                    | Candidat                         | Vots  | %    |
|                                   | Partit Republicà Democràtic Federal | Estanislau Figueras i de Moragas | 2.943 | 99,7 |
|                                   | Altres                              | Altres                           | 8     | 0,3  |
| Total                             | Total                               | Total                            | 2.951 | 100  |
| Cens/participació                 | Cens/participació                   | Cens/participació                | 8.409 | 35,1 |

| Eleccions generals del 24/08/1872 |                                     |                                  |       |      |
| Partit/Ideologia                  | Partit/Ideologia                    | Candidat                         | Vots  | %    |
|                                   | Partit Republicà Democràtic Federal | Estanislau Figueras i de Moragas | 1.214 | 66,1 |
|                                   | Altres                              | Altres                           | 624   | 33,9 |
| Total                             | Total                               | Total                            | 1.838 | 100  |
| Cens/participació                 | Cens/participació                   | Cens/participació                | 7.009 | 26,2 |

| Elecció parcial del 22/06/1872 |                                     |                         |       |      |
| Partit/Ideologia               | Partit/Ideologia                    | Candidat                | Vots  | %    |
|                                | Partit Republicà Democràtic Federal | Pacià Masadas i Teixidó | 1.206 | 55,9 |
|                                | Altres                              | Altres                  | 953   | 44,1 |
| Total                          | Total                               | Total                   | 2.159 | 100  |
| Cens/participació              | Cens/participació                   | Cens/participació       | 7.768 | 27,8 |

| Eleccions generals del 03/04/1872 |                                     |                                  |       |      |
| Partit/Ideologia                  | Partit/Ideologia                    | Candidat                         | Vots  | %    |
|                                   | Partit Republicà Democràtic Federal | Estanislau Figueras i de Moragas | 2.191 | 49,8 |
|                                   | Altres                              | Altres                           | 2.212 | 50,2 |
| Total                             | Total                               | Total                            | 4.403 | 100  |
| Cens/participació                 | Cens/participació                   | Cens/participació                | 6.282 | 70,1 |

| Eleccions generals del 08/03/1871 |                                     |                                  |       |      |
| Partit/Ideologia                  | Partit/Ideologia                    | Candidat                         | Vots  | %    |
|                                   | Partit Republicà Democràtic Federal | Estanislau Figueras i de Moragas | 1.553 | 82,0 |
|                                   | Altres                              | Altres                           | 342   | 18,0 |
| Total                             | Total                               | Total                            | 1.895 | 100  |
| Cens/participació                 | Cens/participació                   | Cens/participació                | 6.291 | 30,1 |